# Arminoidea
Infra-ordre
Super-famille
Les Arminoidea, uniques représentants de la super-famille des Euarminida, forment un infra-ordre de mollusques de l'ordre des nudibranches.

## Description et caractéristiques
Chez ce groupe du parvordre des Euarminida parfois appelés « nudibranches arminacées », la surface du manteau est ridée (avec ou sans appendices dorsaux), les rhinophores rétractiles et les branchies se trouvent sous le manteau dans sa partie antérieure. Ils sont aussi caractérisés par leur velum céphalique. Leur morphologie particulière fait souvent confondre certaines espèces avec des planaires. 

## Liste des familles
Selon World Register of Marine Species (13 septembre 2021), prenant pour base la taxinomie de Bouchet & Rocroi (2005), on compte trois familles :
- Arminidae  Iredale & O'Donoghue, 1923 -- 6 genres
- Doridomorphidae Marcus & Marcus, 1960 -- 1 genre
- Heterodorididae Verrill & Emerton, 1882 -- 1 genre